# John Fashanu
John Fashanu (Londra, 18 settembre 1963) è un ex calciatore inglese, di ruolo attaccante.

## Biografia
Figlio di un avvocato nigeriano e di una madre guyanese, fu mandato in Inghilterra assieme al fratello Justin, dove i due vennero cresciuti da Alf e Betty Jackson ad Attleborough. È il fratello di Justin Fashanu (primo calciatore di fama mondiale a fare coming out e dichiarare pubblicamente la propria omosessualità).

## Carriera

### Club
La sua carriera è cominciata al Norwich City nel 1979. Nel 1986 è approdato al Wimbledon e nel 1988 ha vinto la FA Cup. Ha segnato 126 reti con il Wimbledon prima di passare all'Aston Villa nel 1994.
Nel 1995, dopo la partita di trasferta contro il Manchester United persa dall'Aston Villa per 1-0, Fashanu si ritirò dal calcio giocato dovuto al legamento crociato di un ginocchio causato da un contrasto di Ryan Giggs.

## Altre attività
Dopo il suo ritiro per infortunio, Fashanu divenne un presentatore televisivo, presentando Gladiators, versione britannica del format American Gladiators insieme ad Ulrika Jonsson negli anni 90. Nel 2003, arrivò al terzo posto nella seconda stagione del reality show I'm a Celebrity... Get Me out of Here!. In quello stesso anno, fu anche il presentatore di Fash's Football Challenge, un reality show che seguiva Fashanu che gestiva una squadra dilettantistica di calcio, il Fash FC. Fashanu anche condusse nel 2003 una serie di sei parti per ITV1 basata sul format americano Man vs. Beast; che non venne mai trasmesso dovuto alle proteste dei gruppi animalisti.
Nel 2007, Fashanu presentò anche Deal or No Deal Nigeria, edizione nigeriana del game show Deal or No Deal.
In Italia è diventato famoso perché scherzosamente preso di mira dalla Gialappa's Band e da Teo Teocoli (nei panni di Peo Pericoli), che lo invocava come "la personcina" nei filmati del programma Mai dire Gol e che in una puntata è andato anche a trovarlo in Inghilterra.

## Statistiche

### Cronologia presenze e reti in nazionale
| Cronologia completa delle presenze e delle reti in nazionale ― Inghilterra | Cronologia completa delle presenze e delle reti in nazionale ― Inghilterra | Cronologia completa delle presenze e delle reti in nazionale ― Inghilterra | Cronologia completa delle presenze e delle reti in nazionale ― Inghilterra | Cronologia completa delle presenze e delle reti in nazionale ― Inghilterra | Cronologia completa delle presenze e delle reti in nazionale ― Inghilterra | Cronologia completa delle presenze e delle reti in nazionale ― Inghilterra | Cronologia completa delle presenze e delle reti in nazionale ― Inghilterra |
| Data                                                                       | Città                                                                      | In casa                                                                    | Risultato                                                                  | Ospiti                                                                     | Competizione                                                               | Reti                                                                       | Note                                                                       |
| -------------------------------------------------------------------------- | -------------------------------------------------------------------------- | -------------------------------------------------------------------------- | -------------------------------------------------------------------------- | -------------------------------------------------------------------------- | -------------------------------------------------------------------------- | -------------------------------------------------------------------------- | -------------------------------------------------------------------------- |
| 23-5-1989                                                                  | Londra                                                                     | Inghilterra                                                                | 0 – 0                                                                      | Cile                                                                       | Amichevole                                                                 | -                                                                          | 71’                                                                        |
| 27-5-1989                                                                  | Glasgow                                                                    | Scozia                                                                     | 0 – 2                                                                      | Inghilterra                                                                | Amichevole                                                                 | -                                                                          | 32’                                                                        |
| Totale                                                                     |                                                                            | Presenze                                                                   | 2                                                                          |                                                                            | Reti                                                                       | 0                                                                          |                                                                            |

## Palmarès

### Club
- Coppa d'Inghilterra: 1

Wimbledon: 1988